# Lou (Insel)
Lou, auch St.-George-Insel, ist eine Insel im Norden von Papua-Neuguinea. Sie gehört administrativ zum Balopa Rural Local-Level Government Area der Provinz Manus.

## Geographie
Lou liegt etwa 20 km südöstlich von Manus. In der auch als „Region der St. Andrew-Straße“ bezeichneten Umgebung von Lou befinden sich verschiedene kleinere Inseln und Inselgruppen. 7 km östlich liegen die Fedarb-Inseln, 5,5 km südöstlich die St. Andrew-Inseln und südsüdöstlich die Pam-Inseln. Die 9 km südlich gelegene Insel Baluan ist die südlichste Insel der Admiralitätsinseln.
Die Insel Lou ist steil und hat drei erloschene Vulkangipfel, die höchste Erhebung beträgt 281 m. Nur an der Nordwest- und Nordost-Küste befindet sich ein Korallenriff.
Auf Lou gibt es vier große Dörfer: Rei und Lako im Osten, Solang im Norden und Baon (Paon) im Süden.

## Geschichte
Die Insel wird wahrscheinlich seit etwa 1500 v. Chr. von Melanesiern bewohnt. Das Gebiet kam im Jahr 1885 unter deutsche Verwaltung und gehörte seit 1899 zu Deutsch-Neuguinea. 1899 wurde Lou von Georg Thilenius besucht, der unter dem weit verbreiteten Obsidian  Mikrogranit auffand. Obsidian von Lou zur Herstellung von Werkzeugen und Waffen wurde im gesamten Südwest-Pazifik gehandelt.
Während des Ersten Weltkrieges wurde die Insel von australischen Truppen erobert und nach dem Krieg als Mandat des Völkerbundes von Australien verwaltet. 1942 bis 1944 wurde die Insel von Japan besetzt, kehrte aber 1949 in australische Verwaltung zurück, bis Papua-Neuguinea 1975 unabhängig wurde.